# Greenwood Village (Colorado)
Greenwood Village ist eine Stadt im Arapahoe County im US-Bundesstaat Colorado, Vereinigte Staaten. Im Jahr 2010 hatte der Ort 13.925 Einwohner. Greenwood Village gehört zum Schulbezirk Cherry Creek. Das Unternehmen Western Union hat seinen Sitz in Greenwood Village.

## Geographie
Die geographischen Koordinaten von Greenwood Village sind 39° 37′ N, 104° 55′ W (39,615888, −104,911447).
Nach den Angaben des United States Census Bureau hat die Stadt eine Fläche von 21,0 km², die sich ausschließlich aus Land zusammensetzt.

## Demographie
Zum Zeitpunkt des United States Census 2000 bewohnten Greenwood Village 11.035 Personen. Die Bevölkerungsdichte betrug 525,4 Personen pro km². Es gab 4206 Wohneinheiten, durchschnittlich 200,2 pro km². Die Bevölkerung Greenwood Villages bestand zu 93,20 % aus Weißen, 1,14 % Schwarzen oder African American, 0,19 % Native American, 2,55 % Asian, 0,05 % Pacific Islander, 0,61 % gaben an, anderen Rassen anzugehören und 1,57 % nannten zwei oder mehr Rassen. 3,12 % der Bevölkerung erklärten, Hispanos oder Latinos jeglicher Rasse zu sein.
Die Bewohner von Greenwood Village verteilten sich auf 3997 Haushalte, von denen in 41,8 % Kinder unter 18 Jahren lebten. 69,8 % der Haushalte stellten Verheiratete, 5,7 % hatten einen weiblichen Haushaltsvorstand ohne Ehemann und 22,5 % bildeten keine Familien. 17,5 % der Haushalte bestanden aus Einzelpersonen und in 3,3 % aller Haushalte lebte jemand im Alter von 65 Jahren oder mehr alleine. Die durchschnittliche Haushaltsgröße betrug 2,75 und die durchschnittliche Familiengröße 3,15 Personen.
Die Stadtbevölkerung verteilte sich auf 29,7 % Minderjährige, 5,0 % 18–24-Jährige, 23,9 % 25–44-Jährige, 32,3 % 45–64-Jährige und 15,3 % im Alter von 65 Jahren oder mehr. Das Durchschnittsalter betrug 41 Jahre. Auf jeweils 100 Frauen entfielen 100,6 Männer. Bei den über 18-Jährigen entfielen auf 100 Frauen 97,5 Männer.
Das mittlere Haushaltseinkommen in Greenwood Village betrug 116.147 US-Dollar und das mittlere Familieneinkommen erreichte die Höhe von 145.802 US-Dollar. Das Durchschnittseinkommen der Männer betrug 99.088 US-Dollar, gegenüber 41.991 US-Dollar bei den Frauen. Das Pro-Kopf-Einkommen in Greenwood Village war 69.189 US-Dollar. 1,9 % der Bevölkerung und 1,5 % der Familien hatten ein Einkommen unterhalb der Armutsgrenze, davon waren 1,1 % der Minderjährigen und 4,1 % der Altersgruppe 65 Jahre und mehr betroffen.

## Unternehmen
Zu den Unternehmen mit Firmensitz in Greenwood Village gehören:
- Western Union
- RE/MAX
- Red Robin
- First Data

## Söhne und Töchter der Stadt
- Amy Van Dyken (* 1973), Olympiasiegerin im Schwimmen